# المضيف المحلي
في شبكات الحاسب، المضيف المحلي (بالإنجليزية: localhost)‏ هو اسم مضيف يشير إلى الحاسب . يتم استخدامه للوصول إلى خدمات الشبكة التي تعمل على المضيف عن طريق واجهة شبكةالاسترجاع. باستخدام واجهة الاسترجاع يمكن ان يتجاوز أي بطاقة شبكة محلية.

## الاسترجاع
يمكن استخدام آلية الاسترجاع المحلية لتشغيل خدمة الشبكة على المضيف بدون الحاجة إلى بطاقة شبكة مادية، أو اتاحة الخدمة من الشبكات التي قد يكون الحاسوب متصلا بها. على سبيل المثال، موقع مثبت محلياً يمكن الوصول إليه من متصفح الإنترنت عن طريق عنوان يو آر ال http://localhost لعرض صفحته الرئيسية.

عادةً يربط المضيف المحلي بعنوان الاسترجاع IPv4 127.0.0.1، وعنوان الاسترجاع IPv6 :: 1.

## تحليل الاسم
تحتفظ معايير شبكة IPv4 بكامل العنوان 127.0.0.0/8 لأغراض الاسترجاع. وهذا يعني أن أي حزمة يتم إرسالها إلى أي من هذه العناوين (127.0.0.1 حتى 127.255.255.255) يتم تكرارها مرة أخرى. العنوان 127.0.0.1 هو العنوان الاساسي المستخدم عادةً في تمريراسترجاع IPv4 ؛ البقية غير معتمدة على جميع أنظمة التشغيل، (ومعظم الناس لا يعلمون بوجودها). ومع ذلك، يمكن استخدامها لتنصيب عدة خوادم على الجهاز المحلي، وكلها تتصل بنفس المنفذ. يعيّن معيار آي بي في4
عنوانًا واحدًا فقط للاسترجاع هو: الاكواد التي هيه بالحاسب 1001100 وايضاء شرح مبسط 1 تساوي on و 2 تساوي of فا لا شي يتكون من كامل من on فلذلك 127.0.0.1 تساوي on لأجل ذلك no place like 127.0.0.1

يتم تحليل اسم *الــكــابـــوس الـاسـود الـاكــبــيـر*المضيف المحلي إلى ip address واحد أو أكثر بواسطة السطور التالية في ملف مضيف نظام التشغيل:
```
127.0.0.1 localhost
::1  localhost

```

يمكن أيضًا ربط الاسم بواسطة خوادم نظام أسماء النطاقات (DNS)، ولكن يجب ربط الاستعلامات لهذا الاسم محليًا، ويجب عدم إعادة توجيهها إلى أسماء خوادم بعيدة.
بالإضافة إلى ربط المضيف المحلي بعناوين الاسترجاع (127.0.0.1 و:: 1)، يمكن أيضًا ربط المضيف المحلي إلى عناوين IPv4 (استرجاع) أخرى ومن الممكن أيضًا ربط أسماء أخرى أو أسماء إضافية لأي عنوان استرجاع.
في نظام أسماء النطاقات، اسم *الــكــابـــوس الـاسـود الـاكــبــيـر*المضيف المحلي محجوز كاسم نطاق عالي المستوى، في الأصل تم تعيينه لتجنب الالتباس مع اسم المضيف المستخدم لأغراض الاسترجاع. تحظر معايير IETF مسجلي أسماء النطاقات من تعيين اسم *الــكــابـــوس الـاسـود الـاكــبــيـر*المضيف المحلي.

## معالجة الحزم
يتم تنفيذ معالجة أي حزمة ارسلت إلى عنوان]]. لا يتم تمريرها إلى أي [[بطاقة الشبكة| شبكة (NIC) أو برنامج تشغيل الجهاز ويجب ألا تظهر خارج نظام الحوسبة أو يتم توجيهها بواسطة أي جهاز توجيه.لا يسمح باختبار البرامج والخدمات المحلية بدون أي اجهزة واجهات الشبكة.
```
الحزم TCP/IP بعنوان IP خاص تم توجيهه إليها. وبالتالي، فإن الخدمات التي تستقبلها تستجيب وفقًا للوجهة المحددة. على سبيل المثال، ((الانترنت.،)).
```

يجب إسقاط الحزم التي تم تلقيها على واجهة غير الاسترجاع وتحمل مصدر الاسترجاع أو عنوان الوجهة. يشار إلى هذه الحزم أحيانا باسم رزم المريخ.[3][3][3][3][3] كما هو الحال مع أي حزم وهمية أخرى، فإنه من الممكن ان تكون خبيثة ويمكن تجنب أي مشاكل قد تسبب بها من خلال تطبيق bogon filtering.

## حالات خاصة
تميز إصدارات قاعدة بيانات MySQL بين استخدام المضيف المحلي لاسم المضيف وبين استخدام العنوانين 127.0.0.1 و:: 1. عند استخدام المضيف المحلي كوجهة في واجهة موصل العميل لأحد التطبيقات، واجهة برمجة التطبيقات MySQL تتصل بقاعدة البيانات باستخدام مقبس نطاق يونكس ، في حين يتطلب اتصال TCP عبر واجهة الاسترجاع إلى الاستخدام المباشر للعنوان.
يتمثل أحد الاستثناءات الملحوظة لاستخدام عناوين الشبكة 127.0.0.0/8 في استخدامها في تبديل بطاقات البروتوكول المتعددة (تبديل متعدد البروتوكولات باستخدام المؤشرات التعريفية) تتبع أخطاء مسار التتبع، حيث توفر خصائصها غير القابلة للتوجيه وسيلة ملائمة لتجنب تسليم الحزم المعيبة إلى المستخدمين النهائيين.